# Planet Mu
Planet Mu ist ein von Mike Paradinas gegründetes Plattenlabel für verschiedene Spielarten der elektronischen Musik. Zu den bekanntesten Acts, die auf Planet Mu veröffentlichen, gehören neben Paradinas Musiker wie Kettel, Venetian Snares und Luke Vibert.

## Geschichte
Planet Mu wurde 1995 von Paradinas als Sublabel von Virgin Records gegründet. In den ersten Jahren erschienen überwiegend nur Veröffentlichungen des Labelgründers unter seinem Pseudonym µ-Ziq. Unzufrieden mit der Vermarktung durch Virgin wandelte Paradinas das Label 1998 in ein Independent-Label um, mit dessen Vertrieb er SRD betreute. Damit konnte Paradinas auch weiteren Künstlern wie Jega, Capitol K, Hellfish und Luke Vibert eine Plattform für ihre Veröffentlichungen bieten.
Ab Mitte der 2000er Jahre wandte sich Paradinas verstärkt neuen Spielarten der elektronischen Musik wie Dubstep und Grime zu und veröffentlichte unter anderem das Vex'd-Album Degenerate und Work Related Illness von Virus Syndicate.